# Guy Mathez
Guy Mathez (* 24. April 1946) ist ein Schweizer Fussballtrainer. Er stammt aus dem Kanton Jura.

## Karriere
Der ehemalige Stürmer Mathez trainierte unter anderem Servette FC Genève (1982–1985), wo er später auch Sportchef war, und den FC Basel (1997–1999).